# MotoGP 4
MotoGP 4 è un videogioco per PlayStation 2, sviluppato e pubblicato dalla Namco. Il gioco è basato sulla stagione 2004 del motomondiale (vi sono tutte e tre le classi). Sono presenti inoltre tutti e 16 i circuiti. Il gioco è composto da 125 Sfide.

## Modalità di gioco
- Stagione;
- Arcade;
- Prova cronometrata;
- Sfida;
- Multigiocatore;
- Allenamento;
- Leggenda.

## Novità
Nella modalità multigiocatore è presente anche la sezione LAN. La modalità Allenamento è un'altra novità. Un'altra novità ancora è il Paddock dove, oltre a poter visualizzare gli oggetti bonus conquistati, è presente anche il negozio (è infatti questo il luogo dove si ottengono gli oggetti bonus mediante punti GP).